# 豫章郡
豫章郡， 中国古代的郡。
楚漢之際置。治所在南昌縣（在今江西省南昌市市區）。西漢後期隸屬於揚州刺史部。漢末，孫權析豫章郡置廬陵郡、彭澤郡、鄱陽郡。西晉後轄境逐漸縮小。隋唐時改豫章郡為洪州，南唐时改为南昌府，南宋时称隆兴府，元时为龙兴路，明清时又改为南昌府。

## 郡名起源
豫章，一作豫樟，本為木名。《左傳》：“抉豫章以殺人而後死。”杜預注：“豫章，大木”。《史記》引司馬相如子虛賦：“其北則有陰林巨樹，楩枏豫章。”張守節正義：“按溫活人云：豫，今之枕木也。章，今之樟木也。二木生至七年，枕、章乃可分別。”另說豫章即樟木。《後漢書》王符傳：“今者京師貴戚，必欲江南檽梓豫章之木。”李賢注：“豫章即樟木也。”
春秋战国时期豫章用为地名，该地起于今安徽之霍丘、六安、霍山之间，西迳河南光山、固始二县，抵信阳市及湖北应山县之北。

## 沿革

### 西漢
豫章郡，漢書但云“高帝置”。周振鶴認為是高帝初年分廬江郡所置。高帝五年（前202年）以英布為淮南王，置淮南國，領衡山、九江（包括後來的六安國）、廬江、豫章四郡。十一年，英布反，立皇子劉長為淮南王。文帝七年（前173年）淮南國除，四郡屬漢。十二年，徙城陽王劉喜為淮南王。十六年（前164年）劉喜還封城陽，以廬江、豫章二郡為廬江國，封淮南厲王劉長之子陽周侯劉賜為廬江王。景帝四年（前153年），徙廬江王劉賜為衡山王，廬江國除，復置廬江、豫章二郡。武帝元狩二年（前121年），於江北新置廬江郡，廬江郡江南故地分屬於豫章郡、鄣郡。
漢平帝元始二年（公元2年），豫章郡領縣十六、侯國二：
- 南昌縣
- 廬陵縣
- 彭澤縣
- 鄱陽縣
- 歷陵縣
- 餘汗縣
- 柴桑縣
- 艾縣
- 贛縣
- 新淦縣（都尉治所）
- 南城縣
- 建成縣
- 宜春縣
- 海昏侯國（漢書地理志失注）
- 雩都縣
- 鄡陽縣
- 南野縣
- 安平侯國

有67462戶，351965人。其郡轄地大致相當於今江西省。

### 東漢
王莽時改稱九江。永元年閒，增置三縣：臨汝縣（分南城置）、建昌縣（分海昏置）、石陽縣（分廬陵置）。永和五年（140年），豫章郡領二十一縣：南昌、建城、新淦、宜春、廬陵、贛、雩都、南野、南城、鄱陽、歷陵、餘汗、鄡陽、彭澤、柴桑、艾、海昏（侯國）、平都（侯國，即西漢時安平侯國）、石陽、臨汝、建昌。有406496戶，1608906人。靈帝時又釐置數縣。獻帝時，孫策分廬陵、雩都等縣置廬陵郡，建安中，又釐置彭澤郡（旋廢）、鄱陽郡。

### 魏晉南朝
三国吴以后辖境缩小，大致当今江西省彭泽、星子、永修、南昌、丰城、新干、安福等市县以西地区。南朝陈时仅有今江西锦江流域、南昌、樟树两市地。
西晉太康中，豫章郡領十六縣：南昌、海昏、新淦、建城、望蔡、永修、建昌、吳平、豫寧、彭澤、艾、康樂、豐城、新吳、宜豐、鍾陵。晉惠帝永興元年（304年），彭澤縣改屬尋陽郡。後又省海昏、宜豐、鍾陵三縣。

### 隋唐
隋文帝开皇九年（589年）平陈，廢豫章郡，其地屬洪州。隋煬帝大业三年（607年），改洪州为豫章郡。豫章郡領四縣：豫章、豐城、建昌、建城。
唐高祖武德五年（622年），平林士弘，改豫章郡为洪州。唐玄宗天寶元年（742年），改洪州為豫章郡。豫章郡領六縣：豫章、豐城（今江西省丰城市）、高安、建昌、新吳（今江西省奉新县冯川镇）、武寧（今江西省武宁县新宁镇）。唐肃宗乾元元年（758年），復改豫章郡為洪州。

## 人口
- 漢平帝元始二年（2年），豫章郡有67462戶，351965口。[7]
- 漢桓帝永壽二年（156年），豫章郡有406496戶，1668906口。[9]
- 晉武帝太康三年（282年），豫章郡有35000戶。[10]
- 宋孝武帝大明八年（464年），豫章郡有16139戶，122573口。[11]
- 隋煬帝大業五年（609年），豫章郡有12021戶。[12]
- 唐玄宗天寶十三載（754年），豫章郡有55530戶，353231口。[13]

## 行政長官

### 豫章太守（前148年—9年）
- □廖（姓失載），漢宣帝神爵中為豫章太守。[14]
- 夏侯定國，東平人。西漢末為豫章太守。[15]
- 慶咸，沛人。西漢末（元、成時）為豫章太守。[16]

### 豫章太守（25年—264年）
- 周生豐，泰山南武陽人。光武帝建武七年（31年）為豫章太守。[17]
- 李忠，東萊黃人。雲台二十八將之一。建武十四年（38年）遷豫章太守。[18]
- 姜□，彭城廣戚人。姜肱之祖父。章、和之際為豫章太守。[19]
- 張躬，和帝永元中為豫章太守。[20]
- 曹萌，東漢中期豫章太守。[20]
- 劉祇，安帝元初、永寧中為豫章太守。[21]
- 張雲，順帝時為豫章太守。[22]
- 司馬景，河内懷人。東漢中期豫章太守。[23]
- 欒巴，魏郡内黃人。順帝漢安中為豫章太守。[18]
- 虞續，沖帝永嘉時（145年）為豫章太守，二月坐貪賍下獄死。[24]
- 王永，大約桓帝時為豫章太守。[25]
- 劉寵，字祖榮，東萊牟平人，齊王劉肥之後。大約桓帝時為豫章、會稽太守，人稱“一錢太守”。[26]
- 陳蕃，汝南平輿人。桓帝時豫章太守。[27]
- 陳修，會稽人。桓、靈之際豫章太守。[28]
- 封祁，汝南人。靈、獻之際豫章太守。[29]
- 祝括，中山人。靈、獻之際豫章太守。[30]
- 周術，獻帝初平至興平二年為豫章太守。[31]
- 諸葛玄，琅琊人，諸葛亮從父。周術死後劉表以其為豫章太守，建安元年爲劉繇所敗，退守西城。建安二年，為縣民所殺。[32]
- 朱皓，會稽上虞人，朱儁子。周術卒，朝廷以其為豫章太守，建安元年借劉繇兵逐諸葛玄，旋為笮融所殺。[33]
- 華歆，平原高唐人。笮融被殺後繼為太守。[34]
- 孫賁，吳郡富春人。孫權從兄。劉繇死，孫策遣孫賁取豫章郡，自領太守至建安二十四年。[35]
- 孫鄰，孫賁子。孫賁死後嗣立為豫章太守，領郡二十年。[35]
- 顧邵，吳郡吳人，顧雍子。繼孫鄰為豫章太守，建安末卒于官。[36]
- 蔡遺，漢、魏之際，繼顧邵為豫章太守。[37]
- 謝景，南陽人。三國吳初年為豫章太守。[38]
- 謝斐，孫權時豫章太守。[39]
- 孔竺，會稽山陰人，孫吳時在任。[40]
- 紀陟，丹陽人。吳孫休時豫章太守。[41]
- 孔沖，孫吳時在任。[42]

### 豫章內史（289年—304年）
- 嵇紹，字延祖，譙國銍人，晉武帝時在任。[43]
- 夏靜，字少明，會稽人，晉惠帝時在任。[44][45]

### 豫章太守（304年—306年）
- 戴淵，字若思，廣陵人，晉惠帝時在任。[46]

### 豫章內史（306年—310年代）
- 周廣，晉懷帝時在任。[47]

### 豫章太守（310年代—402年）
- 周廣，由內史改號。[48]
- 甘卓，字季思，丹楊人，晉愍帝建兴三年（315年）出任。[49]
- 周訪，字士達，汝南安城人，晉愍帝時在任。[50]
- 謝鯤，字幼輿，陳國陽夏人，晉元帝永昌元年（322年）出任。[51]
- 劉胤，字承胤，東萊掖人，晉元帝時在任。[52]
- 王棱，字文子，琅邪臨沂人，晉元帝時在任。[53]
- 王彬，字世儒，琅邪臨沂人，晉明帝時在任。[53]
- 史疇，東晉時在任。[51]
- 殷羨，字洪喬，陳郡長平人，東晉時在任。[54]
- 周撫，字道和，汝南安城人，晉成帝時在任。[50]
- 劉劭，彭城人，晉成帝咸康中在任。[46]
- 褚裒，字季野，晉成帝時在任。[55]
- 庾條，字幼序，颍川鄢陵人，東晉時在任。[56]
- 褚希，東晉時在任。[54]
- 韓伯，字康伯，潁川長社人，東晉時在任。[56]
- 王操之，字子重，琅邪臨沂人，東晉時在任。[57]
- 王欣之，太原晋阳人，東晉時在任。[55]
- 王珣，字元琳，琅邪臨沂人，晉孝武帝時在任。[58]
- 范甯，字武子，晉孝武帝太元十三年（388年）在任。[59]
- 孫潛，字齊由，太原中都人，晉安帝時在任。[60]
- 郭昶之，晉安帝時在任。[61]

### 豫章相（406年—416年）
- 王弘，字休元，琅邪臨沂人，晉安帝義熙年間在任。[62]
- 王肇之，河東人，晉安帝義熙年間在任。[63]

### 豫章太守（416年—461年）
- 謝瞻，字宣遠，陳郡陽夏人，晉恭帝時在任。[64]
- 蔡廓，字子度，濟陽考城人，宋少帝時在任。[65]
- 鄭鮮之，字道子，滎陽開封人，宋文帝元嘉三年（426年）離任。[66]
- 鄧胤之，豫章南昌人，宋文帝時在任。[67]
- 庾登之，潁川鄢陵人，宋文帝元嘉十八年（441年）離任。[66]
- 蕭斌，南蘭陵人，宋文帝元嘉十八年（441年）領。[68]
- 桓隆之，宋文帝元嘉二十四年（447年）被殺。[66]
- 任薈之，宋孝武帝孝建元年（454年）伏誅。[69]
- 檀和之，宋孝武帝孝建二年（455年）離任。[70]
- 庾沖遠，潁川鄢陵人，宋孝武帝時在任。[71]
- 王謙之，宋孝武帝大明元年（457年）在任。[72]
- 庾業，新野人，宋孝武帝時在任。[67]
- 袁粲，字景倩，陳郡陽夏人，宋孝武帝大明四年（460年）到五年（461年）在任。[73]

### 豫章內史（461年—465年）
- 蕭惠開，南蘭陵人，宋孝武帝時在任。[74]
- 劉衍，東莞莒人，宋孝武帝時在任。[62]
- 王僧虔，琅邪臨沂人，宋孝武帝時在任。[75]
- 王慈，字伯寶，琅邪臨沂人，宋孝武帝時在任。[76]
- 劉衍，宋前廢帝時在任。[67]

### 豫章太守（465年—479年）
- 劉衍，宋明帝泰始二年（466年）離任。[67]
- 殷孚，宋明帝泰始二年（466年）由鄧琬任命。[67]
- 庾沖遠，宋明帝泰始初在任。[77]
- 張辯，宋明帝泰始四年（468年）離任。[78]
- 王景文，琅邪臨沂人，宋明帝時領。[79]
- 劉懷珍，字道玉，平原人，宋順帝元徽二年（474年）除，未就任。[80]
- 蕭惠基，南蘭陵蘭陵人，宋順帝元徽二年（474年）出任。[76]

### 豫章內史（479年—502年）
- 劉文蔚，高昭皇后兄弟，廣陵人，南齊時在任。[81]
- 劉休，字弘明，沛郡相人，建元四年（482年）出任。[82]
- 虞悰，字景豫，會稽余姚人，齊武帝時在任。[83]
- 江籞，字叔文，濟陽考城人，建元年間在任。[84]
- 蕭遙光，字元暉，始安王，齊武帝時在任。[85]
- 袁昂，字千里，陳郡陽夏人，南齊時在任。[86]
- 王繢，字叔素，琅邪臨沂人，隆昌（494年）年間在任。[87]
- 顧憲之，字士思，吳郡人，永元（499年—501年）年間在任。[76]

### 豫章太守（502年—504年）
- 鄭伯倫，梁武帝天監元年（502年）在任。[88]

### 豫章內史（504年—525年）
- 蕭穎達，蘭陵蘭陵人，天監初在任。[89]
- 蕭昌，字子建，蘭陵蘭陵人，天監初出任，天監六年（507年）離任。[90]
- 袁君正，陳郡陽夏人，梁武帝時在任。[86]
- 張緬，字元長，梁武帝時在任。[91]
- 謝舉，字言揚，天監十四年（515年）出任。[92]
- 張綰，字孝卿，梁武帝時在任。[91]

### 豫章內史（531年—551年）
- 丘仲孚，字公信，吳興烏程人，梁武帝時在任。[93]
- 伏芃，字玄耀，梁武帝時在任。[92]
- 劉潛，字孝儀，太清元年（547年）出任。[94]
- 陳霸先，字興國，吳興長城人，大寶元年（550年）出任。[95]
- 熊曇朗，南梁後期在任。[96]
- 莊鐵，梁武帝后期在任。[97]

### 豫章太守（551年—569年）
- 莊鐵，梁簡文帝時在任。[98]
- 胡穎，字方秀，吳興東遷人，梁元帝時在任。[99]
- 余孝頃，梁敬帝時在任。[98]
- 周敷，字仲遠，臨川人，陳武帝時在任。[100]
- 陸山才，字孔章，吳郡吳人，陳武帝時在任。[101]
- 劉廣德，南陽涅陽人，陳文帝時在任。[101]
- 吳明徹，字通昭，秦郡人，陳文帝天嘉三年（562年）領。[98]
- 徐敬成，安陸人，陳文帝天嘉五年（564年）到陳廢帝光大元年（567年）在任。[99]
- 胡鑠，吳興東遷人，陳廢帝時在任。[99]

### 豫章內史（569年—589年）
- 程文季，字少卿，新安海寧人，太建二年（570年）出任。[102]
- 陳方泰，南康王，太建六年（574年）出任。[103]
- 蔡景曆，字茂世，濟陽考城人，太建年間在任。[104]
- 錢法成，太建年間在任。[105]
- 周羅㬋，字公佈，九江尋陽人，陳朝後期在任。[106]

### 豫章郡太守（742年—758年）
- 韦虚舟（747年前后）
- 皇甫侁（756年—757年）
- 元载（757年—758年）[107]

## 國主

### 孫吳豫章國（264年—266年）
| 豫章國（264年—266年） |        |      |          |              |          |
| 傳位                  | 諡號   | 姓名 | 在位年數 | 在位時間     | 備註     |
| 第1代                 | 豫章王 | 孫𩅦 | 2年      | 264年－266年 | 孫休長子 |

### 西晉豫章國（289年—304年）
| 豫章國（289年—304年） |        |    |        |             |                  |
| 代數                  | 封爵   | 謚 | 姓名   | 在位時間    | 備註             |
| 1                     | 豫章王 |    | 司馬熾 | 289年—304年 | 晉武帝第二十五子 |
| 立為皇太弟，國除      |        |    |        |             |                  |

### 西晉豫章國（306年—311年）
| 豫章國（306年—311年） |        |    |        |             |              |
| 代數                  | 封爵   | 謚 | 姓名   | 在位時間    | 備註         |
| 1                     | 豫章王 |    | 司馬詮 | 306年—307年 | 司馬遐第三子 |
| 2                     | 豫章王 |    | 司馬端 | 307年—311年 | 司馬遐第四子 |
| 立為皇太子，國除      |        |    |        |             |              |

### 晉楚豫章國（402年—404年）
| 豫章國（402年—404年）          |                       |    |      |             |        |
| 以平司馬元顯之功封，食邑7500戶 |                       |    |      |             |        |
| 代數                           | 封爵                  | 謚 | 姓名 | 在位時間    | 備註   |
| 1                              | 豫章郡開國公          |    | 桓玄 | 402年       |        |
| 2                              | 豫章郡開國公→豫章郡王 |    | 桓昇 | 402年—404年 | 桓玄子 |
| 伏誅，國除                     |                       |    |      |             |        |

### 東晉豫章國（406年—416年）
| 豫章國（406年—416年）         |              |    |      |             |      |
| 以匡復晉室之功封，食邑10000戶 |              |    |      |             |      |
| 代數                          | 封爵         | 謚 | 姓名 | 在位時間    | 備註 |
| 1                             | 豫章郡開國公 |    | 劉裕 | 406年—416年 |      |
| 進封宋公                      |              |    |      |             |      |

### 南朝宋豫章國（461年—465年）
| 西陽國（456年—461年）/豫章國（461年—465年）丨食邑2000戶 |                   |    |        |             |                |
| 代數                                                    | 封爵              | 謚 | 姓名   | 在位時間    | 備註           |
| 1                                                       | 西陽郡王→豫章郡王 |    | 劉子尚 | 456年—465年 | 宋孝武帝第二子 |

### 南朝齊豫章國（479年—502年）
| 豫章國（479年—502年）丨食邑3000戶→4000戶 |          |        |        |             |              |
| 代數                                     | 封爵     | 謚     | 姓名   | 在位時間    | 備註         |
| 1                                        | 豫章郡王 | 文獻王 | 蕭嶷   | 479年—492年 | 齊高帝第二子 |
|                                          | 豫章世子 | 哀世子 | 蕭子廉 |             | 蕭嶷長子     |
| 2                                        | 豫章郡王 |        | 蕭元琳 | ？—502年    | 蕭子廉子     |

### 南朝梁豫章國（504年—525年）
| 豫章國（504年—525年）\|食邑2000戶 |          |    |      |             |              |
| 代數                              | 封爵     | 謚 | 姓名 | 在位時間    | 備註         |
| 1                                 | 豫章郡王 |    | 蕭綜 | 504年—525年 | 梁武帝第二子 |

### 南朝梁豫章國（531年—551年）
| 豫章國（531年—551年）\|食邑2000戶 |          |      |      |             |          |
| 代數                              | 封爵     | 謚   | 姓名 | 在位時間    | 備註     |
| 1                                 | 豫章郡王 | 安王 | 蕭歡 | 531年—540年 | 蕭統長子 |
| 2                                 | 豫章嗣王 |      | 蕭棟 | ？—551年    | 蕭歡子   |

### 南朝陳豫章國（569年—589年）
| 豫章國（569年—589年） |          |    |        |             |              |
| 代數                  | 封爵     | 謚 | 姓名   | 在位時間    | 備註         |
| 1                     | 豫章郡王 |    | 陳叔英 | 569年—589年 | 陳宣帝第三子 |

## 人物
- 唐檀，字子產，豫章南昌人。安、順時方士，著有《唐子》二十八篇。[109]
- 陳重，字景公，豫章宜春人。漢順帝時為細陽令。[22]
- 雷義，字仲公，豫章鄱陽人。漢順帝時為南頓令。[22]